# Зимові Азійські ігри 1986

Талісман

Зимові Азійські ігри 1986, або I Зимові Азійські ігри — міжнародне спортивне змагання, яке відбувалось з 1 по 8 березня 1986 року в Саппоро, Японія. Олімпійський комітет Японії вперше запропонував ідею створення зимової версії Азійських ігор в 1982 році. Завдяки інфраструктурі Саппоро після успішного проведення зимових Олімпійських ігор 1972 року, Олімпійська рада Азії в Сеулі в 1984 році вирішила надати Японії привілей провести перші такі змагання в Азії. Загалом відбулось 35 змагань у семи видах спорту, у яких брали участь 430 спортсменів з семи країн.

## Календар
| ● | Церемонія відкриття | ● | Змагання | ● | Церемонія закриття |

| Березень            | 1 | 2 | 3 | 4 | 5 | 6 | 7 | 8 |
| ------------------- | - | - | - | - | - | - | - | - |
| Церемонії           | ● |   |   |   |   |   |   | ● |
| Гірськолижний спорт |   |   |   |   |   |   |   |   |
| Лижні перегони      |   |   |   |   |   |   |   |   |
| Стрибки з трампліна |   |   |   |   |   |   |   |   |
| Ковзанярський спорт |   |   |   |   |   |   |   |   |
| Шорт-трек           |   |   |   |   |   |   |   |   |
| Фігурне катання     |   |   |   |   |   |   |   |   |
| Хокей із шайбою     |   |   |   |   |   |   |   |   |
| Біатлон             |   |   |   |   |   |   |   |   |

## Види спорту
- Гірськолижний спорт (4) (докладніше)

- Біатлон (3) (докладніше)

- Лижні перегони (6) (докладніше)

- Фігурне катання (4) (докладніше)

- Хокей із шайбою (1) (докладніше)

- Шорт-трек (8) (докладніше)

- Ковзанярський спорт (9) (докладніше)

### Демонстраційний спорт
- Стрибки з трампліна (1) (докладніше)

## Країни-учасники
У змаганні брали участь 7 команд, що представляють Національні олімпійські комітети, що входять до Олімпійської ради Азії.
| Країна         | КС |
| -------------- | -- |
| Китай          | 63 |
| Гонконг        | 4  |
| Індія          | 14 |
| Японія         | 92 |
| Монголія       | 4  |
| Північна Корея | 51 |
| Південна Корея | 65 |

## Таблиця медалей
| Місце                      | Країна         | Золото | Срібло | Бронза | Загалом |
| -------------------------- | -------------- | ------ | ------ | ------ | ------- |
| 1                          | Японія         | 29     | 23     | 6      | 58      |
| 2                          | Китай          | 4      | 5      | 12     | 21      |
| 3                          | Південна Корея | 1      | 5      | 12     | 18      |
| 4                          | Північна Корея | 1      | 2      | 5      | 8       |
| Разом                      | Разом          | 35     | 35     | 35     | 105     |
| Примітка: приймаюча країна |                |        |        |        |         |